# Kepler-13 Ab
Kepler-13 Ab (KOI-13 b), également simplifiée en Kepler-13 b, est une planète extrasolaire (exoplanète) confirmée en orbite autour de l'étoile Kepler-13 A située à 1 730 années-lumière du Soleil.
Détectée par la méthode spectroscopique des transits avec le télescope spatial Kepler, sa découverte a été annoncée en 2011.
Kepler-13 Ab possède une masse de 9,28 MJ et un rayon de 2,2 RJ ; il s'agit de l'une des exoplanètes les plus grandes connues.
| Planète      | Masse          | Demi-grand axe (ua) | Période orbitale (jours) | Excentricité                | Inclinaison          | Rayon            |
| ------------ | -------------- | ------------------- | ------------------------ | --------------------------- | -------------------- | ---------------- |
| Kepler-13 Ab | 9,28 ± 0,16 MJ | 0,036 41 ± 0,000 87 | 1,763 588 ± 0,000 001    | 0,000 64+0,000 12 −0,000 16 | 86,770+0,048 −0,052° | 2,216 ± 0,087 RJ |